# Gertrud Korb
Gertrud Korb (* 23. April 1910 in Schweinfurt; † März 1989 in Karl-Marx-Stadt) war eine deutsche Ärztin. Sie war nach dem Zweiten Weltkrieg maßgeblich am Wiederaufbau des Gesundheitswesens in Chemnitz beteiligt und war zeitweilig für den Kulturbund der DDR auch Abgeordnete der Volkskammer.

## Leben
Gertrud Korb wurde als Gertrud Schuhmann am 23. April 1910 in Schweinfurt als Tochter eines Juristen geboren. Sie besuchte zunächst die Volksschulen in Kemnath und Kitzingen, um dann auf die Oberrealschule nach Würzburg zu wechseln. Nach dem Abitur begann sie ab 1930 ein Studium der Medizin, was sie an die Universitäten in Rostock, Innsbruck und schließlich wieder nach Würzburg führte. Dort wurde sie 1936 mit der Dissertation Untersuchungen über den Keimgehalt von Kartoffelsalaten zum Dr. med. promoviert.
1937 fand Korb eine Anstellung in Chemnitz am dortigen Stadtkrankenhaus an der Zschopauer Straße. In der Folge absolvierte sie dort eine Ausbildung zum Facharzt für Chirurgie. Angesichts des zunehmenden, kriegsbedingten Ärztemangels entwickelte sich Korb vor allem zum Kriegsende hin zu einer der tragenden Säulen des Krankenhauses. Bei einem schweren Luftangriff am 5. März 1945 wurde das Hauptgebäude der über 800 Betten umfassenden Einrichtung schwer beschädigt. Nachdem Korb von den sowjetischen Besatzungsbehörden zur Chefärztin und Ärztlichen Leiterin des Krankenhauses ernannt worden war, widmete sie sich mit ihrer ganzen Kraft der Wiedereinrichtung des Hauses und leistete damit einen entscheidenden Anteil am Wiederaufbau des Gesundheitswesens für Chemnitz und seine Umgebung. Überregional wurde Korb in dieser Zeit bekannt, als sie im August 1947 eine Herzbeuteltamponade erfolgreich operierte. Dieser Eingriff wurde bis dahin nur wenig und selten mit Erfolg ausgeführt. In der Folge diente dieses Ereignis als literarische Vorlage für den 1954 erschienenen Roman Ein Herz schlägt weiter. Leben und Wirken des Verdienten Arztes des Volkes Dr. med. Gertrud Korb von Regina Hastedt. Darüber hinaus wurde Korb 1952 für ihre Aufbauleistungen in Chemnitz mit dem Ehrentitel Verdienter Arzt des Volkes ausgezeichnet.
Politisch hielt sich Korb nach dem Krieg, auch bedingt durch ihre Arbeit, zunächst zurück. Dafür widmete sie sich in Chemnitz dem Aufbau des Kulturbundes zur demokratischen Erneuerung Deutschlands, den sie dort zusammen mit Hanns Diettrich und Karl Schmidt-Rottluff begründete. Dieser Massenorganisation blieb sie treu, 1954 übernahm sie für einige Zeit den Vorsitz des Bezirksverbandes Karl-Marx-Stadt und saß zeitweise auch im Präsidialrat des Kulturbundes. Von 1950 bis 1954 war sie Mitglied der Stadtverordnetenversammlung von Chemnitz, anschließend wurde sie vom Kulturbund als Kandidatin für die Volkskammer aufgestellt. Diese Kandidatur ging mit dem Eintritt in die SED einher. Von 1954 bis 1963 vertrat Korb den Kulturbund in zwei Wahlperioden als Volkskammerabgeordnete. Im DDR-Parlament saß sie entsprechend ihrem Beruf im Ausschuss für Gesundheitswesen. Im Laufe ihrer beruflichen Tätigkeit wechselte Korb später in die Poliklinik in der Chemnitzer Lortzingstraße, wo sie bis zu ihrer Berentung als Fachärztin für Chirurgie tätig war. Im April 1985 wurde Gertrud Korb mit dem Vaterländischen Verdienstorden in Gold geehrt, zu ihrem 70. und 75. Geburtstag veröffentlichte das SED-Zentralorgan Neues Deutschland Grußadressen. Dennoch starb die bekannte Chemnitzer Persönlichkeit fast 80-jährig im März 1989 vereinsamt und fast unbeachtet in einem Chemnitzer Pflegeheim.

## Ehrungen
- 1952 Verdienter Arzt des Volkes
- 1985 Vaterländischer Verdienstorden in Gold

## Weblink
- Vita auf Chemnitzgeschichte.de

| Personendaten    | Personendaten        |
| ---------------- | -------------------- |
| NAME             | Korb, Gertrud        |
| ALTERNATIVNAMEN  | Schuhmann, Gertrud   |
| KURZBESCHREIBUNG | deutsche Ärztin, MdV |
| GEBURTSDATUM     | 23. April 1910       |
| GEBURTSORT       | Schweinfurt          |
| STERBEDATUM      | März 1989            |
| STERBEORT        | Karl-Marx-Stadt      |